# Distrito de Lahn-Dill
El distrito de Lahn-Dill es uno de los cinco distritos de la región de Gießen, en el estado federal de Hesse (Alemania). Su capital es Wetzlar y se encuentra en las cercanías de Dillenburg. En los años setenta el distrito era parte de la región administrativa denominada Región Lahn-Dill así como de Lahn-Dill-Gebiet, pero desaperecieron tras una reforma del territorio. El nombre del distrito procede de los dos ríos Lahn y el Dill. 

## Geografía
El río Dill es la vertiente izquierda del río Lahn, ambos transcurren por diversos valles y paisajes del distrito. El río Lahn fluye desde el este hacia la parte más meridional del territorio y pasa por la ciudad independiente de Wetzlar, donde el río Dill nace, la comarca cercana a Leun en dirección hacia Weilburg. La parte norte alcanza a la comarca de Kalteiche y el Haincher, la zona del oeste toca parte del bosque de Westerwalds y en el sur al Lahntal así como a parte de Hintertaunus.

## Localización
Los territorios al noroeste son el distrito de Marburg-Biedenkopf, al este el distrito de Gießen, al sur el distrito del Alto Taunus y el distrito de Wetterau, al sudeste el distrito de Limburg-Weilburg, al oeste el distrito del estado de Rheinland-Pfalz de Westerwaldkreis así como al noroeste y norte el nordrhein-westfälische distrito de Siegen-Wittgenstein.

## Composición del distrito
(Habitantes a 30 de junio de 2006)
| 1. Aßlar (13.901) 2. Braunfels (11.204) 3. Dillenburg (24.309) 4. Haiger (19.846) 5. Herborn (20.858) 6. Leun (5.989) 7. Solms (13.748) 8. Wetzlar, Ciudad con estatus inferior (52.548) | 1. Bischoffen (3.560) 2. Breitscheid (5.048) 3. Dietzhölztal (6.211) 4. Driedorf (5.253) 5. Ehringshausen (9.433) 6. Eschenburg (10.766) 7. Greifenstein (7.227) 8. Hohenahr (5.059) 9. Hüttenberg (10.510) 10. Lahnau (8.271) 11. Mittenaar (5.037) 12. Schöffengrund (6.448) 13. Siegbach (2.908) 14. Sinn (6.628) 15. Waldsolms (5.172) |